# Dongila silvatica
Dongila silvatica is een hooiwagen uit de familie Assamiidae.